# Best of Landser
Best of Landser è una compilation del gruppo hard rock neo-nazi tedesco Landser, pubblicata nel 2001.
In Germania è stata bandita da settembre 2005.

## Tracce
1. Walvater Wotan – 2:49
2. Arische Kämpfer – 2:59
3. Berlin bleibt deutsch – 2:49
4. Nordland – 2:59
5. Das Reich kommt wieder – 3:01
6. Zast – 2:06
7. Landser – 2:05
8. Mord in Ahrensbök – 2:54
9. Ian Stuart – 4:32
10. K.P.S – 3:05
11. Xenophobia – 3:00
12. Republik der Strolche – 3:07
13. Koma Kolonne – 3:05
14. Freiheit – 2:42
15. Sturmführer – 1:35
16. Vergeltung – 3:07
17. Verkauft & verraten – 3:13
18. In den Bergen von Ruauda – 2:43
19. DeutscheWut – 3:25
20. Rebell – 3:59
21. Arische Kind – 5:26

- Tracce 1-6 da Das Reich kommt wieder
- Tracce 7-13 da Republik der Strolche
- Tracce da 14-20 da Deutsche Wut – Rock gegen Oben